# Kionotrochus suteri
Kionotrochus suteri är en korallart som beskrevs av Dennant 1906. Kionotrochus suteri ingår i släktet Kionotrochus och familjen Turbinoliidae. Inga underarter finns listade i Catalogue of Life.